# 李寅 (成化進士)
李寅（1436年—？），字敬之，直隸河間府興濟縣人，民籍。明朝政治人物。進士出身。

## 生平
順天府鄉試第三十二名。成化八年（1472年）壬辰科會試第八十四名，殿試登進士第三甲第九名。

## 家族
曾祖父李崇禮。祖父李景岩。父亲李盛，曾任訓導。